# Fadi el-Khatib
Fadi Jihad el-Khatib (in arabo فادي الخطيب‎?; Beirut, 1º gennaio 1979) è un ex cestista libanese.
Soprannominato la "Tigre Libanese" o anche "Abu Jihad", è un ex giocatore di basket professionista libanese. El Khatib ha giocato per diverse squadre nella Lebanese Basketball League e ha avuto esperienze all'estero in Siria, Ucraina e Cina. È stato anche membro della nazionale libanese, con cui ha raggiunto per tre volte il secondo posto nei FIBA Asia Championship, nel 2001, 2005 e 2007. Inoltre, ed ha partecipato anche a tre edizioni dei Mondiali FIBA nel 2002, 2006 e 2010.
Nel luglio del 2020, El Khatib ha ottenuto la cittadinanza della Turchia grazie ad una serie di investimenti nel paese. Suo figlio, Jihad El Khatib, nell'ottobre del 2020 si è unito al settore giovanile della squadra del Fenerbahçe.
Nel gennaio 2025 è stato annunciato che El Khatib verrà inserito, nel maggio dello stesso anno, nella FIBA Hall of Fame, come membro della classe 2025.

## Carriera

### Club
El Khatib iniziò a giocare professionalmente a pallacanestro nel 1997, all'età di 17 anni, con il Sagesse, rimanendovi fino al 2004. Successivamente si trasferì per un anno, nella stagione 2004-2005 all'Al-Ittihad Aleppo in Siria, prima di tornare al Sagesse nel 2006. Con il Sagesse, El Khatib vinse sette titoli della Lebanese Basketball League, due titoli dell'Arab Club Basketball Championship e tre titoli della FIBA Asia Champions Cup.
Nel corso della sua carriera, El Khatib giocò anche per altre squadre della Lebanese Basketball League, tra cui l'Al Riyadi Beirut, il Champville SC, l'Amchit Club e l'Homenetmen Beirut. Tra il 2015 e il 2017, giocò in Cina nella Chinese Basketball Association, prima per i Foshan Long-Lions e poi per i Fujian Sturgeons. Successivamente, nel 2017, El Khatib fece il suo ritorno in patria, tornando nuovamente al Champville SC, dove giocò fino al suo primo ritiro nel 2020.
Nell'agosto 2022, El Khatib annunciò il suo ritorno al Sagesse in un grande evento tenutosi presso l'Hotel Le Gabriel Achrafieh, di Beirut, al quale parteciparono il suo ex allenatore Ghassan Sarkis e l'ex compagno di squadra Elie Mechantaf. Annunciò il suo ritiro definitivo poi nel maggio 2023.

### Nazionale
Nel 1999, El Khatib fece il suo debutto con la nazionale del Libano al Campionato ABC del 1999; il Libano raggiunse i quarti di finale e concluse il torneo al settimo posto. Al Campionato ABC del 2001, El Khatib guidò il Libano fino al secondo posto e venne inserito nel FIBA Asia All-Star Five del torneo.  Con questo piazzamento da vicecampioni, il Libano si qualificò per il Campionato del Mondo FIBA 2002; nonostante l'eliminazione al primo turno, El Khatib concluse il torneo tra i primi dieci marcatori, con una media di 17,6 punti a partita.
Al FIBA Asia Championship 2005, El Khatib registrò una media di 23,0 punti a partita e aiutò il Libano a raggiungere la finale; ancora una volta, la squadra si qualificò per il Campionato del Mondo FIBA 2006.  Nella partita inaugurale contro il Venezuela segnò 35 punti, e ne realizzò 29 nella vittoria per 74-73 contro la Francia. Nonostante le due vittorie, il Libano non riuscì a qualificarsi per gli ottavi di finale.
El Khatib guidò il Libano a un altro secondo posto al FIBA Asia Championship 2007, chiudendo il torneo con una media di 28,4 punti a partita; tuttavia, il Libano perse la finale contro l'Iran per 74-69.
Successivamente, El Khatib partecipò con il Libano al FIBA Asia Championship 2009 e al Campionato del Mondo FIBA 2010. Dopo queste esperienza, non giocò più per la nazionale, in un torneo maggiore, fino al 2017, anno in cui disputò le sue ultime partite con la squadra libanese alla FIBA Asia Cup 2017.

## Palmarès

### Club
- Lebanese Basketball League: 11

Sagesse Beirut: 1997-98, 1998-99, 1999-00, 2000-01, 2001-02, 2002-03, 2003-04
A-Riyadi Beirut: 2008-09, 2010-11, 2014-15
Champville: 2011-12
- Lebanese Basketball Cup: 10

Sagesse Beirut: 1995, 1997, 1998, 1999, 2000, 2001, 2002, 2003
Al-Riyadi Beirut: 2008
Champville: 2010
- Lebanese Basketball Super Cup: 1

Al-Riyadi Beirut: 2011
- FIBA Asia Champions Cup: 5

Sagesse Beirut: 1999, 2000, 2004
Al-Riyadi Beirut: 2011
- Arab Club Basketball Championship: 4

Sagesse Beirut: 1998, 1999
Al-Riyadi Beirut: 2009, 2010
- WABA Champions Cup: 5

Sagesse Beirut: 2000, 2001
Al-Riyadi Beirut: 2008, 2011
Champville: 2013

### Individuale
- FIBA Asia Cup Best Scorer:

2017
- FIBA Asia Cup All-Tournament Team:

2001
2005
- FIBA Asia Champions Cup MVP:

2005, 2011
- Lebanese Basketball League MVP:

2001, 2002, 2003, 2004, 2012, 2015, 2017
- WABA Championship MVP:

2000, 2001
- All-FIBA Asia Champions Cup First Team:

2005, 2008, 2011, 2016
- Arab Basketball Championship First Team:

2009, 2010

### Nazionale
- Arab Basketball Championship: 
 Beirut 2010
- FIBA Asia Cup: 
 Cina 2001
 Qatar 2005
 Giappone 2007
- FIBA Asia Cup: 
 Beirut 2010
- WABA Championship: 
 2000
 2001
 2005
 2008
 2015
 2017